# Disney A to Z: The Official Encyclopedia
Disney A to Z: The Official Encyclopedia è una sorta di enciclopedia dei film d'animazione Disney compilata dall'archivista Dave Smith per conto della Walt Disney Animation Studios nel 1996, giunta oggi alla terza edizione.

## Descrizione
Disney A to Z: The Official Encyclopedia è un'enciclopedia in volume unico con argomento tutto ciò che riguarda il mondo Disney: film di animazione e dal vivo, programmi televisivi, parchi di divertimento e relative attrazioni, spettacoli teatrali, personaggi di finzione e reali che hanno contribuito a fare la storia della Disney. È compilata da Dave Smith, fondatore e responsabile dei Disney Archives, ed è giunta alla terza edizione.

## Le liste di Dave Smith
Le liste dei film d'animazione Disney compilate da Dave Smith sono le seguenti:
1. Classici Disney (Animated Features, Classic) - La lista comprende 45 film (ultimo La principessa e il ranocchio del 2009)
2. Film d'animazione in CGI (Animated Features, Computer) - La lista comprende 14 film (ultimo Up del 2009)
3. Altri tipi di film d'animazione (Animated Features, Other) - La lista comprende 11 film (ultimo Trilli del 2008)
4. Film d'animazione e live-action (Animated Features; live-action features with animated characters or segments) - La lista comprende 9 film (ultimo Come d'incanto del 2007)

## Controversie
Pur essendo un archivista ufficiale della Disney, col suo avvento Dave Smith ha sconvolto quelle che erano le precedenti idee (ma che secondo alcuni sono da conservare) sulla numerazione dei cosiddetti Classici Disney (vedi lista consultabile al sito ufficiale dei Walt Disney Animation Studios) e sulla loro determinazione. La principale differenza tra le due liste è la seguente:
- Dave Smith non considera in alcun modo i film d'animazione realizzati in CGI che trovano posto in una lista a sé stante in commistione con i film d'animazione Pixar.

## Edizioni
- Prima edizione: Disney Editions (15 agosto 1996) - ISBN 0-7868-6223-8
- Seconda edizione: Hyperion Books (1º gennaio 1998) - ISBN 0-7868-8149-6
- Terza edizione: Disney Editions (1º gennaio 2006) - ISBN 978-0-7868-4919-2